# Robert Jenrick
Robert Edward Jenrick (Wolverhampton, 1982. január 9. –) brit konzervatív politikus, Newark választókerület képviselője, 2022 októbere és 2023 decembere között bevándorlásügyi államminiszter. 2022 szeptembere és októbere között egészségügyi államminiszterként dolgozott. Korábban, 2019 és 2021 között lakhatásért, közösségekért és önkormányzatokért felelős miniszterként tevékenykedett.

## Élete
A Wolverhamptonban született Jenrick a cambridge-i St John's College-ba, majd a Pennsylvaniai Egyetemre járt. Itt jogot tanult, és ügyvédi képesítést szerzett. A 2014-es newarki időközi választásra Patrick Mercer konzervatív képviselő lobbibotrányt követő lemondása miatt került sor, melyet Jenrick megnyert.
2015 és 2018 között Jenrick volt Esther McVey foglalkoztatási miniszter, Michael Gove és Liz Truss igazságügyi miniszter, valamint Amber Rudd belügyminiszter parlamenti magántitkára. 2018 és 2019 között Philip Hammond pénzügyminiszter kincstári államtitkáraként dolgozott. Jenricket 2019 júliusában Boris Johnson nevezte ki lakhatásért, közösségekért és önkormányzatokért felelős miniszterré, amelyet 2021 szeptemberéig töltött be. 2022-ben a Liz Truss vezette kormányba egészségügyi államminiszterként. Truss miniszterelnökségét követően a Sunak-kormány bevándorlásügyi államminisztere lett.

## Fordítás
Ez a szócikk részben vagy egészben  a   Robert Jenrick című angol Wikipédia-szócikk ezen változatának fordításán alapul.  Az eredeti cikk szerkesztőit annak laptörténete sorolja fel. Ez a jelzés csupán a megfogalmazás eredetét és a szerzői jogokat jelzi, nem szolgál a cikkben szereplő információk forrásmegjelöléseként.